# Myristica andamanica
Myristica andamanica là một loài thực vật thuộc họ Myristicaceae. Đây là loài đặc hữu của Ấn Độ.